# Родина (партия, Россия)
Всеросси́йская полити́ческая па́ртия «Ро́дина» — действующая зарегистрированная российская ультраправая неофашистская правопопулистская политическая партия.
Основана как избирательный блок регионалистов-консерваторов («ПРР»), ультраправых популистов («КРО», «ЗДЖ»), национал-консерваторов («НР») и социал-консерваторов («СЕПР») 14 сентября 2003 года для участия в парламентских выборах. По мнению независимых аналитиков, блок был создан как способ создать партии-спойлера для отъёма голосов у КПРФ, Яблока и СПС, а также созданию подконтрольной правой политической силой, которая могла бы в перспективе заменить собой все иные правые политические партии. На фоне создания СР и подготовки второй партии власти, была интегрирована в последнюю. Однако, когда Справделивая Россия показала излишнюю оппозиционность, и после событий 2011 — 2012 годов, а также утери заинтересованности в идее двухпартийной системы Суркова, партия была восстановлена с резким поворотом вправо и уходом от национал-консерватизма к ультраправой и неофашистской риторике.
Структуру партии представляют региональные, местные и первичные отделения. Номинально, ВПП «Родина», имеют региональные отделения в 81 субъекте РФ.
Партия участвовала в выборах депутатов Государственной думы ФС РФ IV-го, VII-го и VIII-го созыва, и смогла избрать своих депутатов в государственные думы IV-го и VIII-го созыва (по списку ЛДПР).

## История

Флаг партии в 2003—2015 годах

14 сентября 2003 года для участия в парламентских выборах в декабре 2003 года состоялся учредительный съезд избирательного блока «Народно-патриотический союз Родина» (НПС Родина).
Учредителями блока выступили:
| Учредители избирательного блока РОДИНА           | Председатель                | Статус                          |
| ------------------------------------------------ | --------------------------- | ------------------------------- |
| «Партия российских регионов» (ПРР)               | Скоков, Юрий Владимирович   | сопредседатель блока НПС Родина |
| «Конгресс русских общин» (движение)              | Рогозин, Дмитрий Олегович   | сопредседатель блока НПС Родина |
| «За достойную жизнь» (движение)                  | Глазьев, Сергей Юрьевич     | сопредседатель блока НПС Родина |
| Партия национального возрождения «Народная воля» | Бабурин, Сергей Николаевич  | сопредседатель блока НПС Родина |
| Социалистическая единая партия России (СЕПР)     | Шестаков, Василий Борисович | сопредседатель блока НПС Родина |

Изначально заявленная политическая ориентация избирательного блока «Родина» включала в себя умеренный национализм, патриотизм, государственный контроль природных ресурсов, увеличение влияния государства в экономике, поддержку внешнеполитической деятельности России. Избирательный блок на начале своей политической деятельности заявлял о поддержке курса президента Владимира Путина.
Совмещение идей национализма и социализма вызвало большой резонанс в обществе, и Анатолий Чубайс тогда высказался: «В России поднял голову национал-социализм, и это главная опасность для страны», указывая на схожесть программы блока с политической идеологией нацистской Германии. Также, участвуя в дебатах с одним из учредителей блока, Рогозиным, он упрекнул его в том, что «Родина» строит всю свою предвыборную агитацию на образах «лихих 90-х» и самого Чубайса.

### Раскол
На выборах в Госдуму в 2003 году блок получил 5 469 556 голосов (9,02 %), проведя по партийному списку в парламент 29 депутатов и создав свою фракцию. Однако в блоке сразу же начались конфликты между соучредителями, что привело к образованию трёх фракций, состав которых также пополнили депутаты-одномандатники, избранные в одномандатных округах. Общее количество депутатских мандатов в трёх фракциях Родина составило 49 депутатов и, кроме того, статус вице-спикера Госдумы.
| Фракция                         | Депутаты | Руководитель                                                                                      |
| ------------------------------- | -------- | ------------------------------------------------------------------------------------------------- |
| фракция РОДИНА                  | 30       | Сергей Глазьев (до 2004 года), Дмитрий Рогозин (с 2004—2006 год), Александр Бабаков (в 2006 году) |
| «РОДИНА — НАРОДНАЯ ВОЛЯ — СЕПР» | 11       | Сергей Бабурин — вице спикер Государственной думы по квоте блока Родина                           |
| «РОДИНА — Патриоты России»      | 8        | Геннадий Семигин                                                                                  |

Президентские выборы
4 марта 2004 года руководитель фракции Родина Сергей Глазьев принял участие самовыдвиженцем в Президентских выборах, набрав 4,10 % избирателей.
Преобразование в партию и уход Глазьева
10 февраля 2004 года партия Народная воля и 14 февраля Социалистическая единая партия России, которые являлись соучредителями блока Родина, на своих съездах поддержали участие Сергея Глазьева в выборах президента РФ, что вызвало несогласие Конгресса русских общин и партии Российских регионов, которые поддерживали кандидатуру Владимира Путина. 14 февраля съезд Партии российских регионов (ПРР) отверг предложение Глазьева и Бабурина об объединении всех блокообразующих партий. Решением съезда ПРР была переименована в политическую партию Родина под председательством Дмитрия Рогозина. Сергей Глазьев, избранный председателем блока, ушел в отставку, пост руководителя фракции Родина в Государственной думе перешёл Дмитрию Рогозину, пост вице-спикера по квоте перешёл руководителю отколовшейся Фракции Родина — Народная воля — СЕПР Сергею Бабурину. На Выборах в Президенты Партия Родина официально поддерживала кандидатуру Владимира Путина.
В июне 2005 года председатель партии Дмитрий Рогозин на съезде обвинил запад в подготовке рыжей революции в России.
Выход «Народной воли»
В 2005 году партия Народная воля во главе с её лидером Сергеем Бабуриным по ряду причин отказалась самораспуститься и войти в новую политическую партию «Родина», оформила союзные отношения с движением «За достойную жизнь» Сергея Глазьева и партией Патриоты России Геннадия Семигина.
Родина и газета «Завтра»
В начале 2005 года лидер партии «Родина» Дмитрий Рогозин и главный редактор «Завтра» Александр Проханов установили стратегическое сотрудничество. В газете появилась постоянная рубрика, информирующая о новостях партийной жизни.

### Последующая деятельность
В 2005 году партия подверглась жёсткому давлению со стороны власти, в частности список партии по решению суда был снят с выборов в Московскую городскую думу из-за ксенофобского превыборного рекламного ролика, а также из-за того, что партия якобы использовала преимущества должностного положения (в превыборном материале был опубликован служебный телефон действующего депутата Мосгордумы).
25 февраля 2006 года областной суд снял «Родину» с выборов в Курской области.
В феврале 2006 года областной суд снял «Родину» с выборов в Калининградской области.
Верховный суд продолжил практику отказов и снятию партии с региональных выборов. В марте 2006 года был снят региональный список партии в Ханты-Мансийске.
В марте 2006 года региональный список партии в Горно-Алтайске был восстановлен и партия заняла 2-е место, набрав 10,52 % избирателей.

### Отставка Рогозина и изменение курса

Флаг партии Родина. Жёлтый (2006)

25 марта 2006 года на съезде партии Родина Дмитрий Рогозин ушёл в отставку с поста председателя. Он сообщил об ультиматуме Кремля, что партия сможет существовать только при избрании нового лидера. Съезд избрал нового председателя партии Александра Бабакова и отказался от прежнего своего левого национального курса, взяв социал-демократическую направленность, изменив красный цвет флага на жёлтый.
В апреле 2006 года Рогозин сложил полномочия руководителя депутатской фракции Родина, передав их новому председателю Александру Бабакову.
По итогам проверки, проведённой Федеральной регистрационной службой (апрель 2006 г.), партия насчитывает 135 тыс. членов (данные на 1 января 2006 г.) и является третьей по величине политической партией в России, уступая только «Единой России» и КПРФ. Её бюджет, по данным Центризбиркома, — 139 млн руб.

### Роспуск
В июле 2006 Александр Бабаков на совместной пресс-конференции с лидером Российской партии жизни (РПЖ) Сергеем Мироновым объявили о намерении объединить свои партии. Миронов и Бабаков заявили о готовности объединить под своим крылом все левые силы — кроме КПРФ и НБП — и таким образом пройти в Госдуму, став одной из системных партий наряду с «Единой Россией». Идеологическая платформа нового объединения — поддержка курса президента Путина.
Объединение двух партий (и присоединившейся к ним Российской партии пенсионеров) было окончательно оформлено 28 октября 2006 как переименование партии «Родина» со вступлением в её состав членов РПЖ и РПП и избранием новых руководящих органов на паритетных началах. Новая партия получила название «Справедливая Россия: Родина/Пенсионеры/Жизнь» (ныне название объединённой партии стало короче — теперь она называется просто «Справедливая Россия»).

### Возрождение
21 сентября 2011 года состоялся съезд общественного объединения «Конгресс русских общин», на котором организация была реорганизована в «Родина-Конгресс русских общин», создан оргкомитет по восстановлению политической партии Родина. На съезде Дмитрий Рогозин обвинил лидера партии «Справедливая Россия» Сергея Миронова в «рейдерском захвате» партии «Родина».
В апреле 2012 года оргкомитет «Родина-Конгресс русских общин» подал в Минюст уведомление о восстановлении политической партии.
29 сентября 2012 года в Москве прошел учредительный съезд Всероссийской политической партии «РОДИНА» и «Добровольческого движения особого назначения» (ДОН), делегаты съезда заявили о полном восстановлении своей организационной и политической самостоятельности, а также признании политической силы всех решений и программных задач партии за период 2004—2006 гг. Председателем партии и добровольческого движения «ДОН» был избран депутат Государственной Думы 6-го созыва, член Совета при Президенте РФ по межнациональным отношениям, председатель общероссийской общественной организации «Конгресс Русских Общин», член депутатской фракции «Единая Россия» Алексей Журавлёв.
В составе партии действует молодёжное крыло «Тигры Родины».
При подготовке к выборам в Государственную думу осенью 2016 года, экономическую программу партии должны были составить разработки Сергея Глазьева и РАН. Её элементами являются обретение «экономического суверенитета», нужный при действующем режиме санкций «и госкапитализме с элементами плановой экономики». Помимо этого готовились блоки, посвящённые армии и оборонно-промышленному комплексу, а также развитию Арктического региона. При этом сам Алексей Журавлёв выдвинулся кандидатом в депутаты от ОНФ в 89-м Аннинском одномандатном округе Воронежской области.
В июле 2017 года партия Родина на своём съезде в Петербурге, заявила что на Президентских выборах в России (2018) не будет выдвигать кандидата, а поддержит действующего президента В. В. Путина. Также партия объединилась с «Российской социалистической партией», которая вошла в состав Родины.
В декабре 2017 года бывший председатель партии пенсионеров Игорь Зотов избран секретарём политсовета партии «Родина», укрепив Тульское региональное отделение партии.

## Участие в выборах и представительство в органах власти

### 2013 год
9 июля 2013 года, партия выдвинула своих одномандатников и партийный список партии на выборах в Тольяттинскую городскую думу с девизом на предвыборных баннерах «Партия Родина — Спецназ Президента», при этом финансирование избирательной кампании в размере 2,2 миллиона рублей, осуществлялось спонсорами местного отделения партии «Гражданская Платформа», политтехнологи которой курировали сразу три партии включая Аграрную партию России. Согласно предоставленным в избирком данным, выдвинутые кандидаты от партии, членства в партии не имели.
8 сентября 2013 года, в единый день голосования, партия приняла участие в региональных и городских выборах

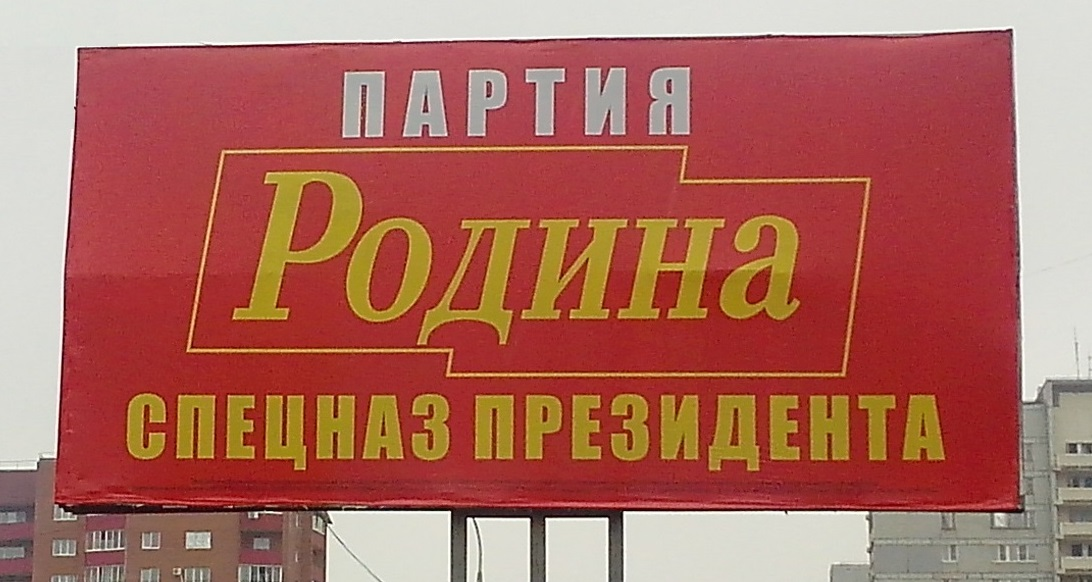
Предвыборный баннер партии «Родина». Выборы-2013

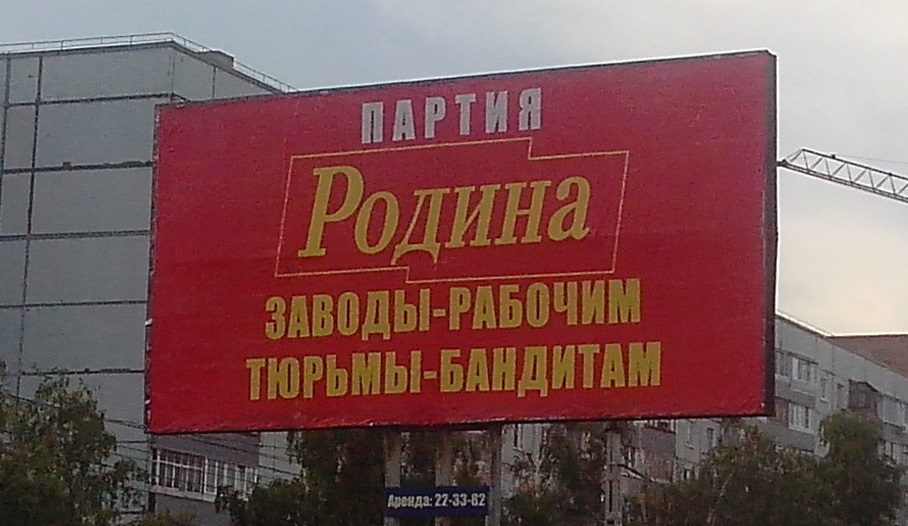
Предвыборный баннер партии «Родина». Выборы-2013

- в Законодательное собрание Владимирской области, получив 1,24 % (4212 голосов)[40].

- в Ивановскую областную думу, получив 1,01 % (2705 голосов)[41].

- в Ярославскую областную думу, получив 1,71 % (5589 голосов)[42].

- в Екатеринбургскую городскую думу, получив 1,87 % (6727 голосов)[43].

- в Тольяттинскую городскую думу, Самарской области, получив 1,63 % (2582 голосов)[44].

- в парламент республики Калмыкии, получив 3,39 % (3504 голосов)[45].

- в Архангельское областное собрание, получила 6,18 % (15534 голосов), проведя по спискам одного депутата[46], в «Архангельскую городскую думу», получив 6,25 % (3499 голосов) проведя по спискам одного депутата[47], в городскую думу города Коряжма заняла первое место получив 33,48 % (2409 голосов)[48].

- в Законодательное собрание Иркутской области, получив 0,97 % (4611 голосов)[49].

- в Кемеровский областной совет народных депутатов, получив 0,23 % (3579 голосов)[50].

- в Законодательное собрание Ростовской области, получив 0,46 % (6296 голосов)[51].

- в Смоленскую областную думу, получив 1,77 % (4151 голосов)[52].

- в Законодательное собрание Ульяновской области, получив 1,94 % (7177 голосов)[53].

- в Тульской области, на выборах депутатов в районных муниципальных образований области получила 10 депутатских мандатов[54].

- в городское собрание города Новомосковск, получив 8,32 % (2762 голосов), проведя по спискам от одного до двух депутатов[55]

- в Якутии в городскую думу, получив 0,52 % (292 голосов)[56]. На выборах главы Мирнинского района партийный кандидат Олег Маклашов, получил 10,65 % (1793 голосов)[57].

- в Приморском крае на выборах главы Хасанского муниципального района партийный кандидат, Анатолий Новиков занял второе место набрав 23,54 % (2293 голосов)[58].

### 2016 год
В 2016 году на парламентских выборах партия «Родина» заняла восьмое место, набрав 1,50 % голосов избирателей, и не смогла пройти в Государственную Думу по спискам от партий, но на выборах по одномандатным избирательным округам прошёл в Госдуму VII созыва председатель партии Алексей Журавлёв.

### 2018 год
В 2018 году на президентских выборах не выдвигала своего кандидата, поддерживая действующего президента В. В. Путина.

### 2019 год
В 2019 году кандидат от партии «РОДИНА» — Алексей Рылеев принял участие в выборах губернатора Вологодской области.

### 2020 год
в 2020 году партия «РОДИНА» выдвинула кандидатов на выборах в Тамбовскую городскую Думу и получила там большинство. Исполняющим обязанности главы администрации города Тамбова стал руководитель Тамбовского регионального отделения партии «РОДИНА» Максим Косенков.

### 2021 год
26 июня 2021 года партия «РОДИНА» выдвинула кандидатов в Госдуму VIII созыва по партийному списку и одномандатным округам. Возглавил федеральную часть партийного списка лидер «РОДИНЫ» — Алексей Журавлёв. Также в федеральную часть вошли: герой России Андрей Богатов, экс-депутат Госдумы Олег Пахолков, певица Татьяна Буланова, общественный деятель Михаил Хазин, экс-футболист Дмитрий Булыкин, председатель рег. отделения в Московской области Алексей Рылеев, председатель рег. отделения в Ленинградской области Валерий Шинкаренко.
Партия выдвинула кандидатов на региональных выборах:
- В Московскую областную Думу;
- В Тамбовскую областную Думу;
- В Законодательное Собрание Кировской области.

## Организационная структура

### Председатель
| - Алексей Журавлёв — председатель партии с (2012 — настоящее время) - Александр Бабаков — председатель партии в (2006 году) - Дмитрий Рогозин — (2003—2004 год) как сопредседатель «Народно-патриотического союза Родина» и с 2004—2006 год председатель партии Родина. | - Сергей Бабурин — (2003—2004 год) как сопредседатель «Народно-патриотического союза Родина» - Сергей Глазьев — (2003—2004 год) как сопредседатель и в 2004 г. председатель «Народно-патриотического союза Родина» |

## Финансирование партии
«Родина» не получает государственного финансирования за голоса избирателей. Членских взносов в партии нет. По годам доходы партии составили:
- 2013 год — 28,8 млн руб.;
- 2014 год — 39,3 млн руб.
- 2015 год — 31,3 млн руб.

Расходы партии за 2015 год составили 9,8 млн руб. и распределялись следующим образом:
- Содержание руководящих органов партии — 15,5 %;
- Содержание региональных отделений партии — 47,0 %;
- Перечислено в избирательные фонды — 13,9 %;
- Агитационно-пропагандистская деятельность — 12,8 %;
- Публичные мероприятия, съезды, собрания и т. п. — 5,6 %;
- Прочие расходы — 5,2 %.

Из этих цифр видно, что партия тратит основную часть средств на содержание своего центрального аппарата и сети региональных отделений.